# IC 1109
IC 1109 ist eine elliptische Galaxie vom Hubble-Typ E im Sternbild Schlange am Nordsternhimmel. Sie ist schätzungsweise 686 Millionen Lichtjahre von der Milchstraße entfernt.
Das Objekt wurde am 25. Juni 1891 von Stéphane Javelle entdeckt.